# 柳家わさび
柳家 わさび（やなぎや わさび、1980年8月24日 - ）は、落語家。落語協会所属。出囃子は『四君子』。紋は『陰剣片喰』。
父は作曲家で編曲家の宮崎慎二。

## 来歴
1980年、東京都に生まれる。東京都立大泉学園高等学校を経て、2003年3月、日本大学芸術学部油絵科卒業。大学では、落語研究会（日本大学芸術学部落語研究会）に所属する。落研の先輩であった川上隼一（後の春風亭一之輔）に落語のCDを借りて聴いたのが、落語に出会ったきっかけである。さらに同落研出身の、柳家さん生に出会う。
2003年11月、柳家さん生に入門する。前座名は「生ねん」。2008年3月、二ツ目に昇進。「わさび」と改名。
2011年、林家しん平監督の映画『落語物語』でピエール瀧、田畑智子らと主役を演じる。
2019年9月下席より、五代目柳家小志ん、古今亭ぎん志、柳家権之助とともに真打昇進。

## 芸歴
- 2003年11月 - 柳家さん生に入門[4]。
- 2004年7月 - 前座となる、前座名「生ねん」[4]。
- 2008年3月 - 二ツ目昇進、「わさび」と改名[4]。
- 2019年9月 - 真打昇進[4]。

## 人物
- 近年の落語家としては珍しく、内弟子修行（師匠宅に住み込みでの修行）を経験した。
- ラジオビバリー昼ズに三題噺を作るために出演の際、ネタを考える時に必要なスマホを無くして本番中にパニックに陥った（すぐ後に見つかった）。
- 独特な髪型をしている。
- 笑点特大号の若手大喜利では桂歌丸と同じ色の着物を着ていた時期があり、なおかつ細身故に病弱キャラを演じているので、円楽から歌丸の隠し子と言われたことがある。そのことを逆手にとって歌丸のことを「歌丸おじいちゃん」と呼ぶことがあった。また、春風亭昇太に「頭に乗ってるの海苔？」と言われて「ヘアースタイル」と返した。

## 演目

### 古典
- 黄金の大黒
- 亀田鵬斎
- 紺屋高尾
- しの字嫌い
- ぞろぞろ
- つる
- 茗荷宿
- 柳田格之進
- 三井の大黒
- 団子坂奇談
- 干物箱
- 明烏
- 死神
- 釜泥
- 垂乳根
- 動物園
- 野ざらし
- 五目講釈
- 天災
- 狸の鯉
- 松曳き

### 新作

#### 自作
- エアコン
- MCタッパ
- ヤンママ
- 券売機女房
- 配信息子

#### 他作
- ぼたもち小僧 - 三遊亭圓朝作
- 露出さん - 春風亭百栄作
- 純情日記横浜篇 - 柳家喬太郎作

## メディア

### 映画
- 落語物語（林家しん平監督、2011年） - 主演・今戸家小春（春木真人）

### テレビ
- 「Our SPORTS!」キャンペーン 100コマシリーズ（NHK BS1、2016年）
- にほんごであそぼ（NHKEテレ）-　「花鹿亭のみなさん」として
- 笑点特大号（BS日テレ） - 若手大喜利、落語紙芝居
- 笑点（日本テレビ系）にも出演。
- 落語ディーパー! 〜東出・一之輔の噺のはなし〜（NHK教育）
- 山ちゃんと昇太のワンチーム落語だよ！（BSテレ東、2021年3月27日）
- 開運!なんでも鑑定団（テレビ東京、2021年4月13日）
- 御法度落語 おなじはなし寄席 2時間スペシャル(BS朝日、2021年6月5日)「猫の皿」
- 演芸図鑑（NHK総合）
  - 桂文枝の演芸図鑑（2023年4月23日）「狸の鯉」
  - 立川志らくの演芸図鑑（2024年11月10日）「MCタッパ」

### ラジオ
- 柳家わさび あなたとハッピー!（ニッポン放送、2019年11月15日・12月20日） - 金曜日のメインパーソナリティ・春風亭一之輔欠席時の代理
- 春風亭昇太のラジオビバリー昼ズ（ニッポン放送、2021年5月5日)　落語応援月間「生放送中に三題噺に挑戦！」(2021年5月19日) - お題は「叫び・二刀流・鯉のぼり」。